# Phnom Bok

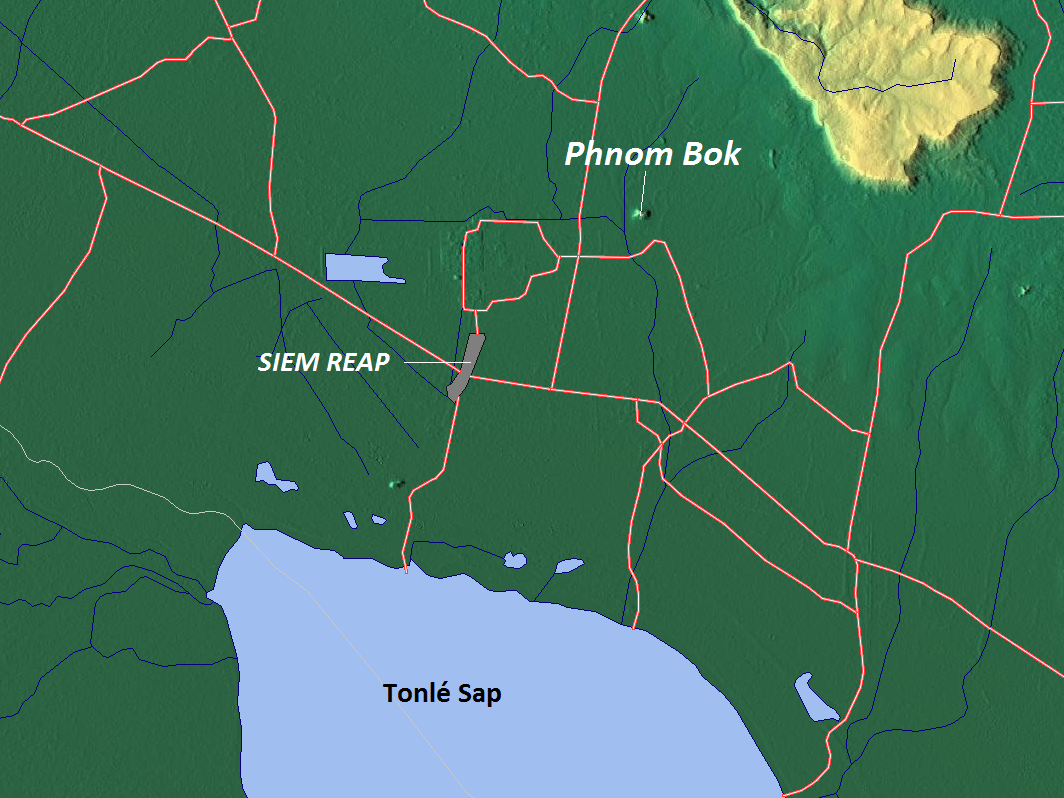
Localizzazione di Phnom Bok.

Phnom Bok (in lingua khmer: ប្រាសាទភ្នំបូក)  è una collina di circa 220 m di altezza, che si trova nella parte nord-occidentale del Baray occidentale, in Cambogia. Sulla cima si trova un prasat (tempio) conosciuto con lo stesso nome. Si tratta di un tipico esempio dello stile tempio-montagna, caratteristico del periodo Bakheng; presenta la classica struttura a cinque torri disposte a quinconce, cioè quattro torri ai quattro vertici di un quadrato ed una torre al centro.